# Гасанов, Нурлан Урфан оглы
Нурлан Урфан оглы Гасанов (азерб. Nurlan Urfan oğlu Həsənov;; род. 3 февраля 1988 года, город Шамкир, Азербайджанская ССР) — государственный и политический деятель. Депутат Милли Меджлиса Азербайджанской Республики VI, VII созыов, член комитетов по правовой политике и государственному строительству, член комитета по обороне, безопасности и борьбе с коррупцией Милли Меджлиса.

## Биография
Родился Нурлан Гасанов 3 февраля 1988 года в городе Шамкире, ныне республики Азербайджан. С 1993 по 2004 годы проходил обучение в средней общеобразовательной школе № 14 имени Микаила Мушфига в городе Гянджа. С 2004 по 2008 годы обучался и получил степень бакалавра по праву в Бакинском государственном университете, с 2008 по 2009 годы проходил обучение в магистратуре Бременского университета. С 2010 по 2014 годы работал в Бременском университете над докторской диссертацией на тему «Укрепление правовых государственных структур в Азербайджане в рамках политики Европейского Союза и Азербайджано – европейского соседства и роль Европейского Союза в этой области». Успешно защитил диссертацию на соискание ученой степени доктора юридических наук.
В 2012 году проходил стажировку в Бундестаге Германии у федерального националиста Социал-демократической партии Германии Штеффена-Клаудио Леммена. В этот период он работал над научной статьёй «Нагорно-карабахский конфликт - между политикой и борьбой за права». Эта статья была напечатана в виде брошюры и включена в фонды национальных библиотек Германии.
С 2015 по 2017 годы работал ведущим консультантом в отделе контроля и оценки Государственного агентства по обслуживанию граждан и социальным инновациям при Президенте Азербайджанской Республики.
С 2016 по 2017 годы проходил курсы повышения квалификации по программе «правильное управление» в колледже Карла-Фридриха Герделера, организованный совместно немецким Фондом Роберта Боша, германским обществом внешней политики и Потсдамским университетом.
С сентября 2017 по 2019 годы работал в секретариате комиссии Азербайджанской Республики по борьбе с коррупцией. С 10 сентября 2019 года был назначен советником отдела по работе с правоохранительными органами и военным вопросам Администрации Президента Азербайджанской Республики.
На выборах в Национальное собрание Азербайджана VI созыва, которые прошли в 9 февраля 2020 года, баллотировался по округу №99 в Шамкирском районе. По итогам выборов одержал победу и получил мандат депутата Милли Меджлиса Азербайджанской Республики. С 10 марта 2020 года приступил к депутатским обязанностям. Является членом комитета по правовой политике и государственному строительству, членом комитета по обороне, безопасности и борьбе с коррупцией Национального парламента.
В 2024 году на парламентских выборах в Азербайджане, которые состоялись 1 сентября, одержал победу в Шамкирском избирательном округе №103. Официально избран депутатом Милли Меджлиса Азербайджана седьмого созыва, первое заседание которого состоялось 23 сентября 2024 года.
Женат, двое детей.